# Форнедія
Форнедія (рум. Fornădia) — село у повіті Хунедоара в Румунії. Входить до складу комуни Шоймуш.
Село розташоване на відстані 305 км на північний захід від Бухареста, 11 км на північний захід від Деви, 106 км на південний захід від Клуж-Напоки, 127 км на схід від Тімішоари.

## Населення
За даними перепису населення 2002 року у селі проживали 256 осіб, усі — румуни. Усі жителі села рідною мовою назвали румунську.